# Cotanes
Cotanes är en ort i Spanien.   Den ligger i provinsen Provincia de Zamora och regionen Kastilien och Leon, i den centrala delen av landet, 200 km nordväst om huvudstaden Madrid. Cotanes ligger 717 meter över havet och antalet invånare är 153.
Terrängen runt Cotanes är platt. Runt Cotanes är det mycket glesbefolkat, med 5 invånare per kvadratkilometer. Närmaste större samhälle är San Pedro de Latarce, 9,5 km söder om Cotanes. Trakten runt Cotanes består till största delen av jordbruksmark.